# Il padre del pittore, Louis-Auguste Cézanne
Il padre del pittore, Louis-Auguste Cézanne è un dipinto di Paul Cézanne. Eseguito verso il 1865, è conservato nella National Gallery di Londra.

## Descrizione
Il ritratto fu realizzato su una parete della chiesa che il padre aveva comprato nel 1859 nella campagna di Aix e successivamente staccato. Una fotografia scattata probabilmente nel 1905 mostra l'originaria collocazione dell'opera, al fianco delle Quattro stagioni, oggi trasportate su tela e conservate al Petit Palais di Parigi.